# براد هوغ
براد هوغ (6 فبراير 1971 في أستراليا - ) (بالإنجليزية: Brad Hogg)‏ هو لاعب كريكت أسترالي. شارك مع منتخب أستراليا الوطني للكريكت. أما مع النوادي، فقد لعب مع راجستان رويالز ونادي وارويكشاير للكريكيت ‏ وSylhet Strikers ‏ وفريق غرب أستراليا للكريكت ‏ وCape Cobras ‏ وMelbourne Renegades ‏ وPerth Scorchers ‏.

## وصلات خارجية
- براد هوغ على موقع إي آس بي آن كريك إنفو (الإنجليزية)